# 마아나촌
마아나촌(真穴村)은 에히메현 니시우와군에 설치되었던 촌이다. 현재의 야와타하마시 남서부에 해당한다.